# Giải Jerusalem
Giải Jerusalem tên đầy đủ là Giải Jerusalem cho quyền tự do cá nhân trong xã hội là một giải thưởng văn học do các nhà tổ chức Hội chợ sách quốc tế Jerusalem lập ra, được trao cho các nhà văn mà tác phẩm của họ bàn về các chủ đề quyền tự do của con người trong xã hội.
Giải thưởng là một khoản tiền 10.000 dollar Mỹ, một khoản tiền khiêm tốn "không hề nhằm trở thành cái gì khác hơn là khoản tiền tượng trưng".
Giải này được trao 2 năm một lần, bắt đầu từ năm 1963, dành cho nhà văn Bertrand Russell - người đã đoạt Giải Nobel năm 1950. Các nhà văn Octavio Paz, V.S. Naipaul, J.M Coetzee và Mario Vargas Llosa đều đoạt giải Jerusalem trước khi đoạt giải Nobel.
Thông thường, các nhà văn đoạt giải đều phát biểu trong buổi lễ trao giải.

## Các người đoạt giải
| Năm  | Tên                  | Quốc tịch                     | Ngôn ngữ                       |       |
| ---- | -------------------- | ----------------------------- | ------------------------------ | ----- |
| 1963 | Bertrand Russell     | Anh Quốc                      | tiếng Anh                      |       |
| 1965 | Max Frisch           | Thụy Sĩ                       | tiếng Đức                      |       |
| 1967 | André Schwarz-Bart   | Pháp                          | tiếng Pháp                     |       |
| 1969 | Ignazio Silone       | Ý                             | tiếng Ý                        |       |
| 1971 | Jorge Luis Borges    | Argentina                     | tiếng Tây Ban Nha              |       |
| 1973 | Eugène Ionesco       | România / Pháp                | tiếng Pháp                     |       |
| 1975 | Simone de Beauvoir   | Pháp                          | tiếng Pháp                     |       |
| 1977 | Octavio Paz          | México                        | tiếng Tây Ban Nha              |       |
| 1979 | Isaiah Berlin        | Russian Empire / Anh Quốc     | tiếng Anh                      |       |
| 1981 | Graham Greene        | Anh Quốc                      | tiếng Anh                      |       |
| 1983 | V. S. Naipaul        | Trinidad và Tobago / Anh Quốc | tiếng Anh                      |       |
| 1985 | Milan Kundera        | Czechoslovakia / Pháp         | tiếng Tiệp / tiếng Pháp        |       |
| 1987 | J. M. Coetzee        | South Africa                  | tiếng Anh                      |       |
| 1989 | Ernesto Sabato       | Argentina                     | tiếng Tây Ban Nha              |       |
| 1991 | Zbigniew Herbert     | Ba Lan                        | tiếng Ba Lan                   |       |
| 1993 | Stefan Heym          | Đức                           | tiếng Đức / tiếng Anh          |       |
| 1995 | Mario Vargas Llosa   | Perú                          | tiếng Tây Ban Nha              |       |
| 1997 | Jorge Semprún        | Tây Ban Nha                   | tiếng Pháp / tiếng Tây Ban Nha |       |
| 1999 | Don DeLillo          | Hoa Kỳ                        | tiếng Anh                      |       |
| 2001 | Susan Sontag         | Hoa Kỳ                        | tiếng Anh                      |       |
| 2003 | Arthur Miller        | Hoa Kỳ                        | tiếng Anh                      |       |
| 2005 | António Lobo Antunes | Bồ Đào Nha                    | tiếng Bồ Đào Nha               |       |
| 2007 | Leszek Kołakowski    | Ba Lan                        | tiếng Ba Lan                   |       |
| 2009 | Haruki Murakami      | Nhật Bản                      | tiếng Nhật                     |       |
| 2011 | Ian McEwan           | Anh Quốc                      | tiếng Anh                      |       |
| 2013 | Antonio Muñoz Molina | Tây Ban Nha                   | tiếng Tây Ban Nha              | [ 2 ] |